# Fagnano Alto
Fagnano Alto è un comune italiano sparso di 334 abitanti della provincia dell'Aquila in Abruzzo (la cui sede municipale si trova nella frazione di Vallecupa), nel territorio della Media Valle dell'Aterno. Fa parte del parco naturale regionale Sirente-Velino e della comunità montana Sirentina.

## Geografia fisica
Si trova al confine del parco naturale regionale Sirente-Velino, posto su un declivio della valle dell'Aterno che scende al confine della piana di Navelli, nell'altopiano di Prata d'Ansidonia, dove scorre l'antico Tratturo Magno. Il comune è composto da 9 frazioni principali, piccolo borghi rurali di montagna collegati l'uno all'altro dalla Strada statale 261, dei quali la sede del municipio è Vallecupa. Le frazioni principali sono:
- Vallecupa: agglomerato di case al centro dell'anello di frazioni, con gli uffici comunali e delle poste.
- Ripa: frazione più a nord del comune, ed una delle più popolose, composta da un agglomerato di case raccolta attorno alla piazza dell'ex Palazzo Dragonetti (oggi Casa Rosati). La chiesa principale è dedicata a Sant'Antonio abate. Fuori dal borgo, in una grotta, si trova l'eremo di San Rocco, e anche la chiesa di San Vittorino.
- Termine: frazione a sud di Ripa, con d'interesse la chiesa di San Carlo Borromeo: patrono di Fagnano. La frazione è la seconda più importante dopo Vallecupa, perché ospita uffici comunali secondari.
- Corbellino: è la terza frazione maggiore di Fagnano, dove si trova il cimitero comunale. Il piccolo borgo raccolto si trova separato dal camposanto, che è preceduto da un antico convento, del quale è rimasta solo la chiesa principale, dedicata a San Sebastiano.
- Castello: è una delle frazioni più suggestive, nonché la più antica, dove venne costruito il castello medievale nel XII secolo, a pianta ellittica con mura e torri di controllo. Inglobava anche una chiesa, dedicata a Santa Maria, distrutta nel 1423 da Braccio da Montone, e una nuova chiesa dedicata alla Madonna e a San Pietro si trova esattamente all'ingresso del castello, risalente al XIII secolo, con facciata romanica.
- Campana: quarta frazione principale di Fagnano, è accessibile mediante un ponte in pietra medievale, con un bastione centrale che serviva da torre di controllo per il pagamento del pedaggio. Il monumento principale è la chiesa di San Giovanni Evangelista.
- Pedicciano: piccolo borgo a estremo sud, al confine col comune di Fontecchio. Il monumento principale è la chiesa di Santa Lucia.
- Opi: frazione posta più a est, sulla via di Bominaco, è un piccolo borgo raccolto da cui parte una stradina che porta alla chiesa di San Massimo d'Aveia.

## Storia

### Dalle origini al Novecento
Insediamenti italici sono documentati sin dal IV secolo a.C., presso il colle Ofanianum, dove c'era una roccaforte dei Vestini. Nell'XI secolo iniziò a essere costruito il castello ellittico della contrada Castello, in grado di dominare presso l'altopiano di Prata d'Ansidonia, e controllare il traffico delle merci sulla via Valeria. Il castello serviva anche da protezione per gli abitanti, che avevano le case all'interno delle mura, ed era composto in origine da due torri e due porte.
Fagnano nel 1254 circa contribuì con gli altri castelli dell'Aterno a fondare la nuova città dell'Aquila, e per questo nel 1423 subì l'assedio di Braccio da Montone, andato in guerra contro la città principale. Il castello fu nuovamente assediato da Alfonso I d'Aragona nel 1442 perché L'Aquila abbracciava la causa angioina.
Dal XVI secolo si svilupparono i borghi più a valle, come Campana e Stiffe. Il castello fu venduto al Commendatore Pignalosa, che documenta la presenza di 10 villaggi del territorio di Fagnano. Nel 1553 il feudo di Fagnano passò a Pietro Gaonzales de Mendoza, nel 1565 a Giuseppe Carafa, fino all'occupazione francese nel 1799. Il castello passò in mano a diversi signori, tra cui i Capponi di Amatrice e gli Alessandri dell'Aquila, che avevano la residenza di controllo nel Palazzo Dragonetti di Ripa. Nel 1703 anche Fagnano risentì dei danni del grave terremoto dell'Aquila, e il castello, già danneggiato da Braccio da Montone, crollò, venendo in parte riutilizzato per la costruzione di nuove abitazioni all'interno. Tuttavia la pianta ellittica si conservò. Fino alla metà del Novecento il castello era ancora abitato, caso analogo come il vicino Castel Camponeschi di Prata; anche se però venne abbandonato definitivamente, fino al progetto di recupero degli anni 2000.

### Il terremoto del 6 aprile 2009
Durante la notte del 6 aprile 2009 un terremoto di magnitudo 6,2 della scala Richter ha scosso l'Abruzzo causando a Fagnano Alto numerosi danni agli edifici. Tra i più ingenti si segnalano i crolli a Vallecupa, Pedicciano e a Ripa, la chiesa di S. Antonio Abate del XVI secolo con all'interno affreschi del 1533, 1559 e 1562.

### Simboli
Lo stemma e il gonfalone sono stati concessi con decreto del presidente della Repubblica dell'8 aprile 1999.
Il gonfalone è un drappo di giallo.

## Monumenti e luoghi d'interesse

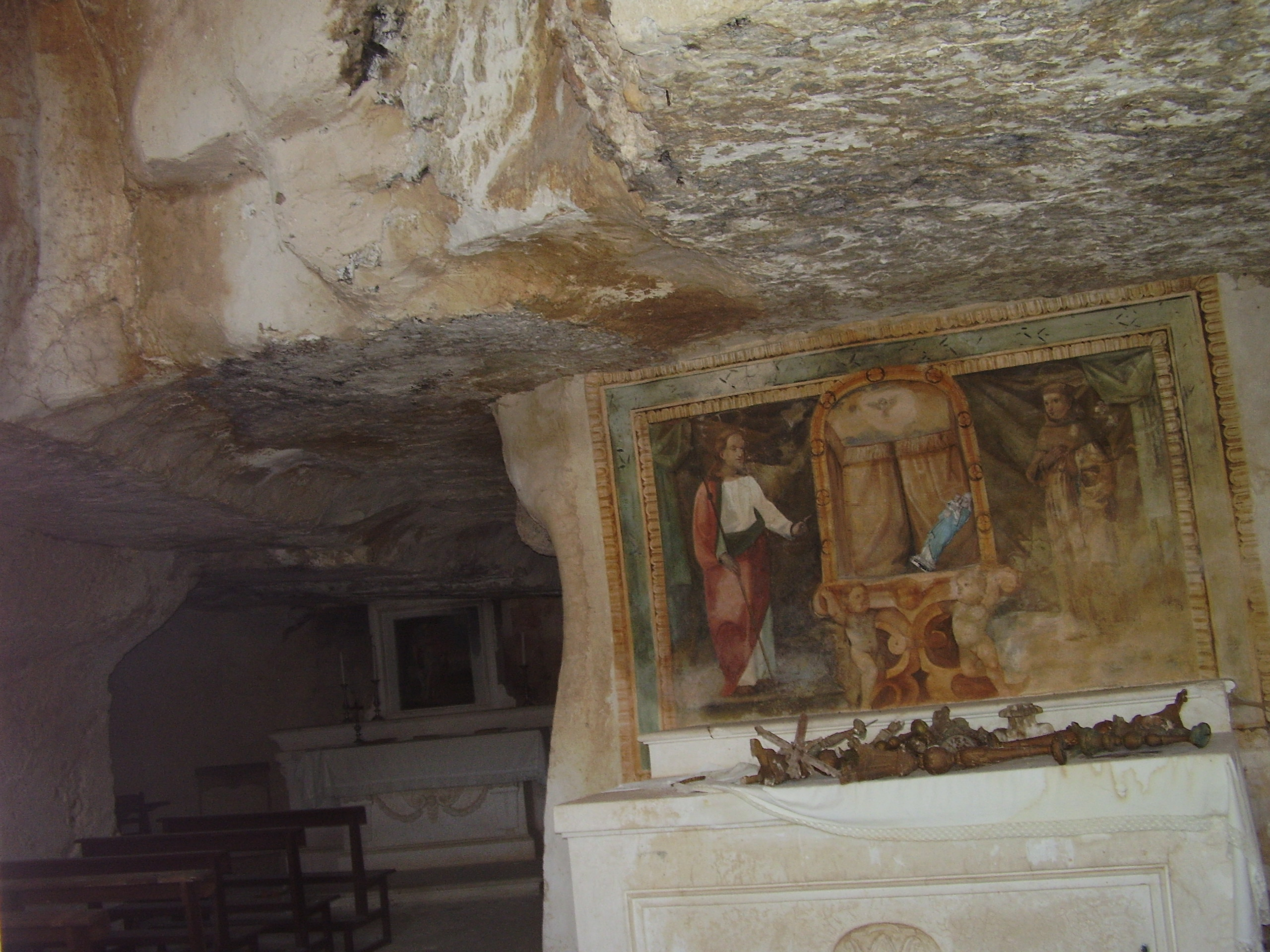
Santuario di San Rocco

### Santuario di San Rocco di Ripa di Fagnano

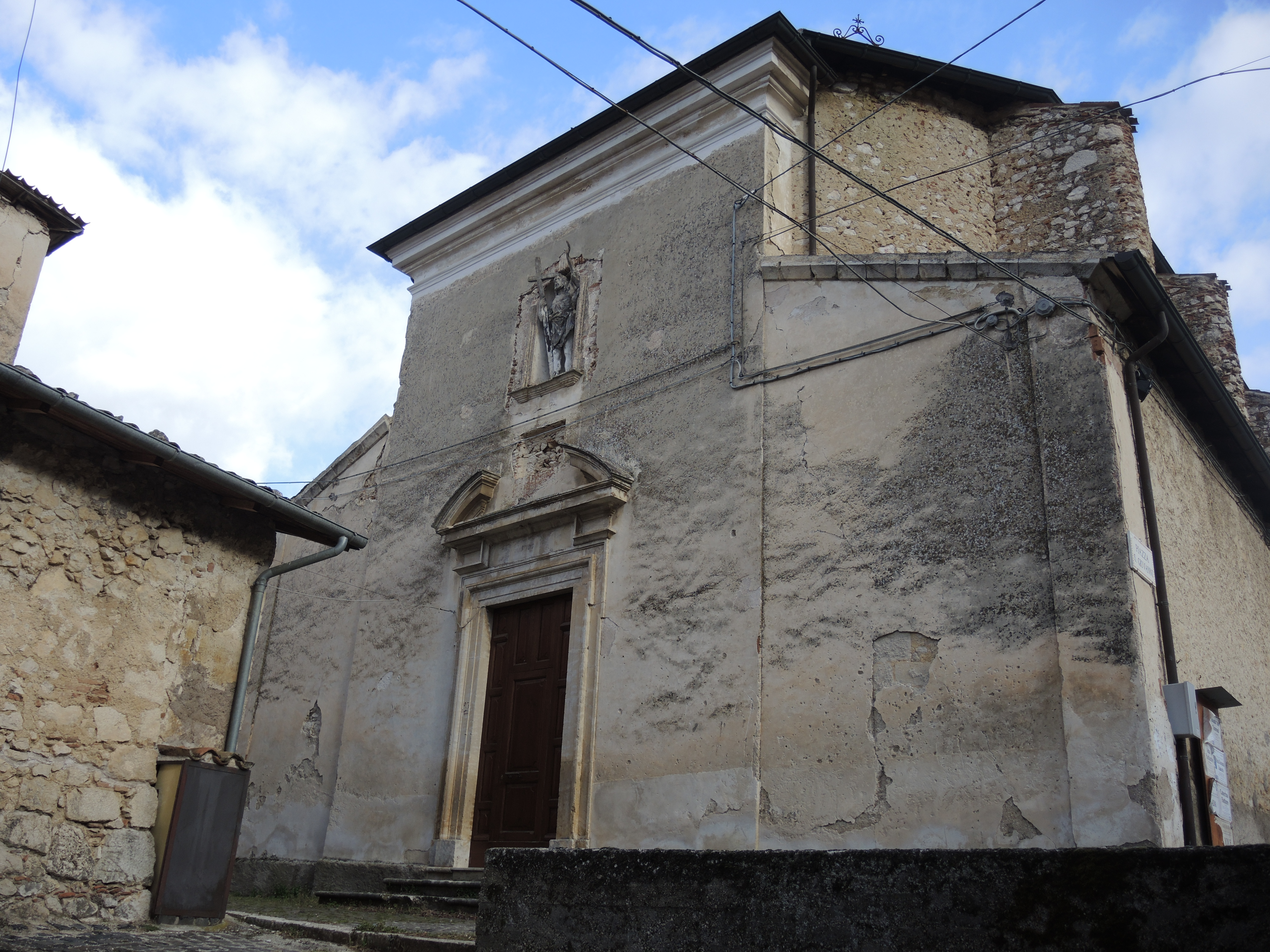
Chiesa di San Giovanni Battista, Contrada Campana

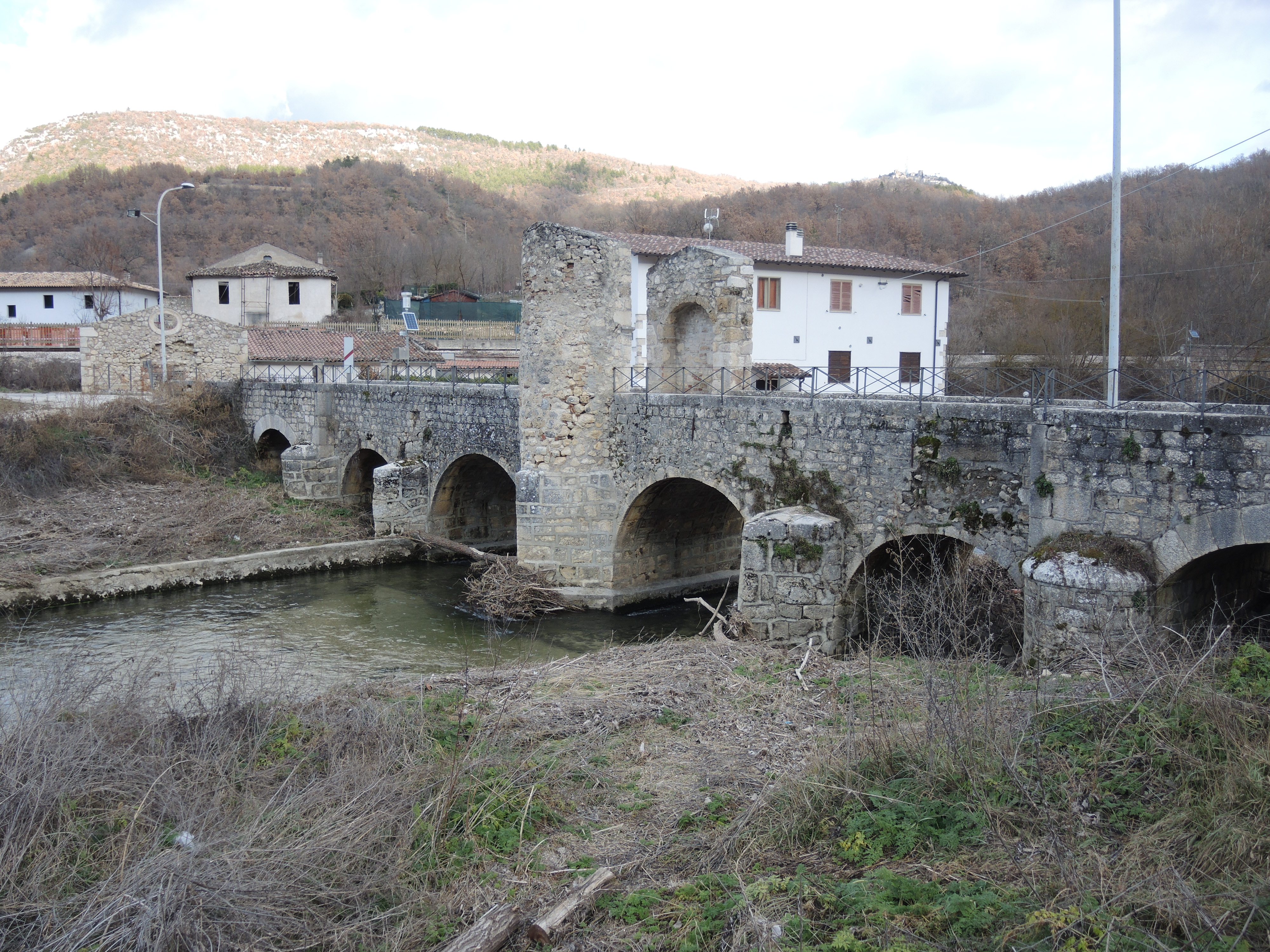
Ponte romano, contrada Campana

La chiesa è scavata nella roccia di montagna, appena fuori dal borgo di Ripa. All'interno a forma di eremo ha degli affreschi quattrocenteschi. La struttura sporge a pochi metri, a forma di cappella con soffitto a spioventi; presenta finestrelle ai lati d'ingresso, un semplice portale sormontato da timpano interrotto, su cui si apre la finestra quadrata. Sul primo altare a destra c'è un affresco di Gesù Cristo e Sant'Antonio di Padova; una piccola nicchia al centro sopita una statuetta della Madonna.
Nella parte destra c'è un affresco più interessante in due riquadri separati, che mostra i Santi Rocco e Sebastiano. Dietro l'altare c'è un ultimo affresco eh mostra la Madonna tra motivi floreali.

### Chiesa parrocchiale di Santa Lucia
Si trova nella contrada Pedicciano, ed è sede della parrocchia, spostata però dopo il 2009. Risale al Medioevo, ma l'aspetto attuale è settecentesco, caratterizzato da una robusta pianta rettangolare a navata unica, con il soffitto a capanna a spioventi. La facciata è decorata da un semplice portale con architrave scolpita a forma di angelo benedicente con ali spiegate. La finestra principale, presso la cornice dell'architrave, è preceduta da una nicchia centrale con la statua della santa. Il campanile è una piccola torretta a vela laterale.

### Borgo fortificato di Castello
Il borgo, sito in località Castello, è un vero e proprio recinto fortificato composto da muratura a scarpa e da un perimetro ellissoidale. Le case interne sono ben conservate e anche la chiesetta è in buono stato. Le mura di cinta risalgono al XIII secolo, e sono accessibili da Via San Pietro. La porta di accesso è a sesto acuto, sorvegliata da due torri rompitratta. Altre due torri laterali sono alterate alle mura del perimetro. Un'ultima torre è posta presso una seconda porta di accesso. Le torri sono state decorate da merlature nel XIV secolo.
La chiesa fuori le mura è dedicata a San Pietro Apostolo, ed è stata rimaneggiata nel XV secolo. Ha impianto fortificato con campanile medievale ad arcate a sesto acuto.

### Chiesa di San Giovanni Apostolo ed Evangelista e ponte romano
Nella frazione Campana troverete una chiesa settecentesca a pianta centrale attribuita all'architetto Giovan Battista Leomporri. Allungata nella direttrice dell'ingresso e con due cappelle su ciascun lato lungo, oltre al coro, ha una copertura a cupola ellittica con finestre. L'unica via di accesso alla frazione di Campana è il ponte romano realizzato dall'Imperatore Claudio nel I° sec. d.c. sotto del quale scorrono le acque del fiume Aterno.

### Monumenti secondari
- Chiesa di Santa Maria e San Pietro: si trova all'ingresso del castello medievale, e risale al XIII secolo. Fu ampliata notevolmente dopo la distruzione della chiesa di Santa Maria dentro le mura, di cui rimangono la pianta e la torre campanaria, usata come punto di avvistamento. La pianta è rettangolare, tripartita e a salienti. La parte bassa è romanica, con un portale strombato, mentre la zona superiore è settecentesca. Non ha campanile, e l'interno è a tre navate, in stile barocco settecentesco.
- Chiesa di San Massimo: si trova in contrada Opi, ed è molto antica, eretta sopra un tempio romano. Ha un aspetto romanico grezzo, con una pianta a capanna rettangolare, senza particolari decorazioni aggiuntive. La chiesa è dedicata al santo patrono dell'Aquila, nato nella romana città di Aveia, oggi Fossa.
- Chiesa di San Carlo Borromeo: appena fuori contrada Termine, venendo da Vallecupa, è una chiesetta molto grezza del XVII secolo, a pianta rettangolare a capanna, con un piccolo campanile a vela laterale; è attaccata a una piccola casa canonica in semi-abbandono, e di rilievo all'esterno ha un portale incorniciato da un architrave triangolare in stile neoclassico.
- Chiesa di Sant'Antonio Abate: principale chiesa di contrada Ripa, rimaneggiata dopo il 1703. Ha una robusta pianta basilicale con transetto, e facciata squadrata divisa da due ordini di cornici marcapiano, e verticalmente da quattro paraste classicheggianti, con capitelli ionici e corinzi. Il portale principale ha una cornice classica rinascimentale, sormontata da una nicchia centrale con il santo. Presso i quattro quadri estremi creati dalle paraste ci sono altre quattro nicchie con santi e personaggi storici di Fagnano. Presso la zona centrale della facciata si trova il finestrone con cornice a riccioli. Il campanile è una robusta torre.
- Casa Rosati - Ex Palazzo Dragonetti: in contrada Ripa, nella piazza principale, risale al XV secolo, e fu la storica dimora dei signori di Fagnano, quando il controllo si spostò dal castello.
- Ponte romano di Campana: si trova in questa contrada, presso il fiume Aterno. Fu costruito sotto l'impero di Claudio, che aveva voluto la costruzione di 43 ponti sul fiume da Amiternum (L'Aquila) ad Aternum (Pescara) lungo il fiume. Il ponte di Campana di Fagnano è il meglio conservato, in pietra locale concia, con una torre di controllo nel punto centrale. Un ponte simile ma in rovina, è quello ai piedi della vicina Barisciano.

## Società

### Evoluzione demografica
Abitanti censiti

## Cultura

### Istruzione

#### Musei
Il centro visita "prodotti del bosco", collegato al Parco naturale regionale Sirente-Velino, è da visitare, insieme a diverse chiese, ed ai resti di un antico borgo.

## Infrastrutture e trasporti

### Strade
La principale arteria stradale del territorio comunale è la strada regionale 261 Subequana, che attraversa il capoluogo comunale Vallecupa e la frazione di Pedicciano, e collega il comune da un lato all'Aquila e dall'altro ad Avezzano, Sulmona e Pescara.

### Ferrovie
La parte di fondovalle del territorio comunale è attraversata dalla ferrovia Sulmona-L'Aquila, linea secondaria a binario unico e trazione diesel, che lo serve con la stazione di Fagnano-Campana, posta a 700 metri dalla frazione Campana e a 2,3 km dal capoluogo comunale Vallecupa.

## Amministrazione
| Periodo        | Periodo        | Primo cittadino   | Partito                            | Carica      | Note |
| -------------- | -------------- | ----------------- | ---------------------------------- | ----------- | ---- |
| 23 aprile 1995 | 13 giugno 1999 | Fulvio Turavani   | Lista civica di Centro             | [ 7 ]       |      |
| 14 giugno 1999 | 29 marzo 2010  | Mauro Fattore     | Lista civica                       | [ 8 ] [ 9 ] |      |
| 30 marzo 2010  | 30 maggio 2015 | Giovanni Rosa     | Lista civica Impegno e trasparenza | [ 10 ]      |      |
| 31 maggio 2015 | in carica      | Francesco D'Amore | Lista civica Per Fagnano           | [ 1 ]       |      |

### Gemellaggi
- Valmontone
- Monterchi